# Question de la langue à Raguse

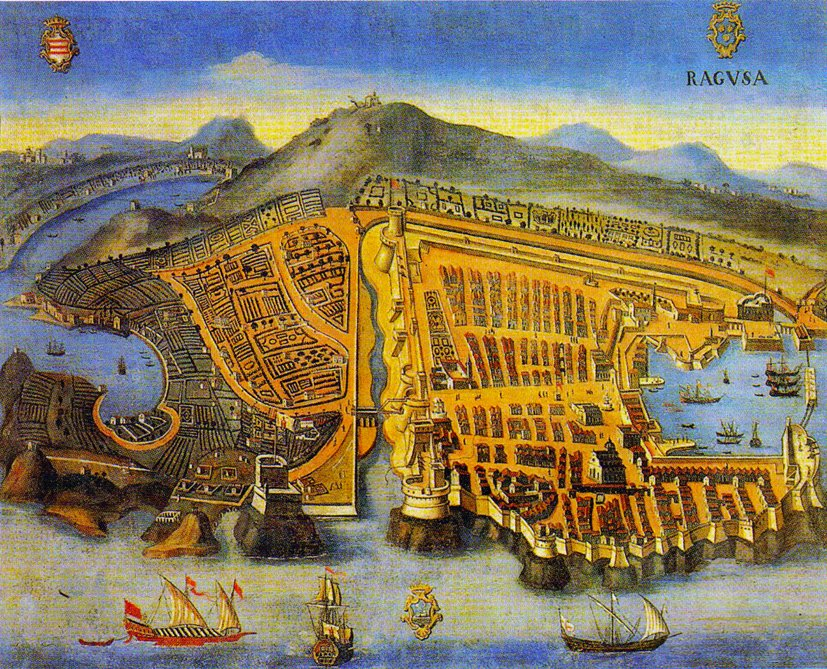
Vue de Raguse à la fin du XVIIe siècle.

La question de la langue à Raguse décrit la problématique historique concernant les langues en usage dans la république de Raguse au cours de sa longue histoire.
Cette problématique concerne la langue écrite et parlée, la langue populaire et la langue administrative.

## La question linguistique
Cette question linguistique prit une importance accrue et même conflictuelle à partir de la fin du XIXe siècle et jusqu'au milieu du vingtième, lors du risorgimento croate (hrvatski narodni preporod) qui avait comme adversaire les irrédentistes italiens. Chacune des deux tendances s'efforçant de gommer tantôt toute trace des langues romanes (latin, ragusain, italien), soit celle des langues slaves, et voulant présenter Raguse comme une ville au caractère exclusivement italo-roman ou au contraire exclusivement slave.
Il n'est pas rare dans cette perspective de trouver des études qui déforment délibérément les sources, ou omettent de mentionner tout ce qui va à l'encontre de leur idéologie linguistique à base nationaliste. Parfois, même les noms de personnes ou de lieux sont « slavisés » ou « italianisés » rétrospectivement pour les faire entrer dans leur vision du passé de la vieille cité adriatique.
Toutefois, depuis la première décennie du XXIe siècle, l'atmosphère s'est désormais détendue et au-delà de la polémique, cette question historique est abordée d'une manière neutre et scientifique.
Les linguistes croates insistent surtout, en s'en référant à Raguse, sur le caractère interchangeable des expressions « langue slave » (lingua sclavonica) et « langue croate ».